# كأس الأمم الإفريقية 2017 المجموعة أ
المجموعة أ من كأس الأمم الأفريقية لكرة القدم 2017 لعبت مبارياتها بين 14 و22 يناير 2017 في الغابون. المجموعة متكونة من منتخبات الغابون، بوركينا فاسو، الكاميرون وغينيا بيساو.

## المنتخبات المشاركة
| الموقع | المنتخب      | طريقة التأهل للنهائيات | تاريخ التأهل  | عدد المشاركات | آخر ظهور | أفضل إنجاز                     | نقاط تصنيف الكاف | تصنيف الفيفا |
| ------ | ------------ | ---------------------- | ------------- | ------------- | -------- | ------------------------------ | ---------------- | ------------ |
| A1     | الغابون      | المستضيف               | 8 أبريل 2015  | 7             | 2015     | ربع النهائي (1996، 2012)       | 22               |              |
| A2     | بوركينا فاسو | بطل المجموعة د         | 4 سبتمبر 2016 | 11            | 2015     | الوصيف (2013)                  | 33.5             |              |
| A3     | الكاميرون    | بطل المجموعة ل         | 3 يونيو 2016  | 18            | 2015     | البطل (1984، 1988، 2000، 2002) | 29               |              |
| A4     | غينيا بيساو  | بطل المجموعة ر         | 5 يونيو 2016  | 1             | -        | -                              | 8.5              |              |

## الترتيب
| م | الفريق       | لعب | ف | ت | خ | أ.له | أ.ع | أ.ف | نقاط | التأهل                       |
| - | ------------ | --- | - | - | - | ---- | --- | --- | ---- | ---------------------------- |
| 1 | بوركينا فاسو | 3   | 1 | 2 | 0 | 4    | 2   | +2  | 5    | يتقدم إلى مرحلة خروج المغلوب |
| 2 | الكاميرون    | 3   | 1 | 2 | 0 | 3    | 2   | +1  | 5    | يتقدم إلى مرحلة خروج المغلوب |
| 3 | الغابون (H)  | 3   | 0 | 3 | 0 | 2    | 2   | 0   | 3    |                              |
| 4 | غينيا بيساو  | 3   | 0 | 1 | 2 | 2    | 5   | −3  | 1    |                              |

- متصدر المجموعة سيواجه وصيف المجموعة ب في ربع النهائي

- وصيف المجموعة سيواجه متصدر المجموعة ب في ربع النهائي

## المباريات
- جميع المباريات حسب توقيت غرب أفريقيا (ت ع م+01:00)[2]

### الغابون ضد غينيا بيساو
| الغابون       | 1–1   | غينيا بيساو     |
| ------------- | ----- | --------------- |
| أوباميانغ 53' | تقرير | ج. سواريس 90+1' |

| الغابون | غينيا بيساو |

### بوركينا فاسو ضد الكاميرون
| بوركينا فاسو | 1–1   | الكاميرون    |
| ------------ | ----- | ------------ |
| دايو 75'     | تقرير | موكاندجو 35' |

| بوركينا فاسو | الكاميرون |

### الغابون ضد بوركينا فاسو
| الغابون               | 1–1   | بوركينا فاسو |
| --------------------- | ----- | ------------ |
| أوباميانغ 38' (ركلة.) | تقرير | ناكولما 23'  |

| الغابون | بوركينا فاسو |

### الكاميرون ضد غينيا بيساو
| الكاميرون                     | 2–1   | غينيا بيساو |
| ----------------------------- | ----- | ----------- |
| سياني 61' · نغادو نغادجوي 78' | تقرير | بيكيتي 13'  |

| الكاميرون | غينيا بيساو |

### الكاميرون ضد الغابون
| الكاميرون | 0–0   | الغابون |
| --------- | ----- | ------- |
|           | تقرير |         |

| الكاميرون | الغابون |

### غينيا بيساو ضد بوركينا فاسو
| غينيا بيساو | 0–2   | بوركينا فاسو                          |
| ----------- | ----- | ------------------------------------- |
|             | تقرير | رودينيلسون 11' (ه.ذ.) · ب. تراوري 57' |

| غينيا بيساو | بوركينا فاسو |

## مصارد
1. ↑  "Results of the draw". 19 October 2016. مؤرشف من الأصل في 8 أبريل 2019. اطلع عليه بتاريخ أكتوبر 2020. {{استشهاد ويب}}: تحقق من التاريخ في: |تاريخ الوصول= (مساعدة)
2. ↑  "Fixtures of the Final Tournament" (PDF). CAF. مؤرشف من الأصل (PDF) في 2019-04-05.
3. 1 2  CAN 2017/Match 10 Tactical Start list Cameroon VS Guinea-Bissau.pdf "Tactical start list: Cameroon - Guinea-Bissau" (PDF). cafonline.com. Confederation of African Football. 18 يناير 2017. مؤرشف من الأصل (PDF) في 2017-01-29. اطلع عليه بتاريخ 2017-01-18. {{استشهاد ويب}}: تحقق من قيمة |مسار أرشيف= (مساعدة)
4. 1 2  CAN 2017/Match 17  tactical start list Cameroon VS Gabon.pdf "Tactical start list: Cameroon - Gabon" (PDF). cafonline.com. Confederation of African Football. 22 يناير 2017. مؤرشف من الأصل (PDF) في 2017-01-29. اطلع عليه بتاريخ 2017-01-22. {{استشهاد ويب}}: تحقق من قيمة |مسار أرشيف= (مساعدة)
5. 1 2  CAN 2017/Match 18 Media start list Guinea-Bissau VS Burkina Faso.pdf "Media start list: Guinea-Bissau - Burkina Faso" (PDF). cafonline.com. Confederation of African Football. 22 يناير 2017. مؤرشف من الأصل (PDF) في 2017-01-29. اطلع عليه بتاريخ 2017-01-22. {{استشهاد ويب}}: تحقق من قيمة |مسار أرشيف= (مساعدة)

## روابط خارجية
- الموقع الرسمي للبطولة على CAFonline.com